# Integriertes Vorgangsbearbeitungssystem
Das IVO (Integriertes VOrgangsbearbeitungssystem) ist eine eigene Softwareentwicklung der Polizei Sachsen. Zudem fungiert das IVO als zentrale Datenbank und Täterlichtbildkartei.

## Inbetriebnahme und Praxistest
Die Entscheidung, IVO zu entwickeln, wurde im Jahre 1995 getroffen. Zunächst verfügte man allerdings nicht über die nötige Infrastruktur zu landesweiten Einführung. Bis zum Dezember 2002 schaffte man die Infrastruktur und führte das System landesweit ein. 
Im Praxistest hat sich das System bewährt. Die Kosten von der Idee bis zur Einführung des Systems beliefen sich seinerzeit auf über 25 Millionen Euro.

## Einsatzfelder
IVO wirkt unterstützend bei der Bearbeitung von polizeilichen Vorgängen, wie Straftaten, Ordnungswidrigkeiten, Verkehrsunfälle, unnatürliche Todesfälle, Ermittlungsersuchen, Gefahrenabwehr und Tätigkeitsregistrierungen.

## Technik
IVO führt durch die gesamte Vorgangsbearbeitung, sodass diese durchgehend computergestützt funktioniert. Ferner werden durch IVO Schnittstellen zu INPOL und dem Schengener Informationssystem gewährt.

## Rechtliche Grundlagen
Rechtliche Grundlagen für den Einsatz von IVO sind das Sächsische Polizeivollzugsdienstgesetz (SächsPVDG) sowie das Sächsische Datenschutzgesetz (SächsDSG).